# Maria Bamford
Maria Elizabeth Sheldon Bamford (Port Hueneme, 3 settembre 1970) è un'attrice, doppiatrice e comica statunitense.

## Biografia
Nata in California, è cresciuta in Minnesota. Ha recitato nel film Magic Numbers - Numeri magici (2000). Tra i film animati in cui ha eseguito il doppiaggio vi sono Stuart Little 2 (2002), La grande avventura di Wilbur - La tela di Carlotta 2 (2003) e Barnyard - Il cortile (2006). Riguardo ai cartoni televisivi, ha doppiato tra gli altri personaggi di Kung Fu Panda - Mitiche avventure, CatDog, Sit Down, Shut Up e Barnyard - Ritorno al cortile. Ha pubblicato anche alcuni album "comedy" tra cui i dischi dal vivo The Burning Bridges Tour (2003), How to Win! (2007) e Unwanted Thoughts Syndrome (2009). Nel 2013 appare in 6 episodi di Arrested Development - Ti presento i miei. Dal 2014 al 2021 doppia Talking Ginger nella serie animata Talking Tom and Friends.

## Filmografia

### Attrice
- Denial, regia di Adam Rifkin (1998)
- Magic Numbers - Numeri magici (Lucky Numbers), regia di Nora Ephron (2000)
- Muffin Top: A Love Story, regia di Cathryn Michon (2014)
- An Evening with Beverly Luff Linn, regia di Jim Hosking (2018)
- Seven Stages to Achieve Eternal Bliss, regia di Vivieno Caldinelli (2018)
- Nella bolla (The Bubble), regia di Judd Apatow (2022)

### Doppiatrice
- Stuart Little 2, regia di Rob Minkoff (2002)
- La grande avventura di Wilbur - La tela di Carlotta 2 (Charlotte's Web 2: Wilbur's Great Adventure), regia di Mario Piluso (2003)
- Barnyard - Il cortile (Barnyard), regia di Steve Oedekerk (2006)
- Talking Tom and Friends, serie animata (2014-2021)